# Marco Vecellio

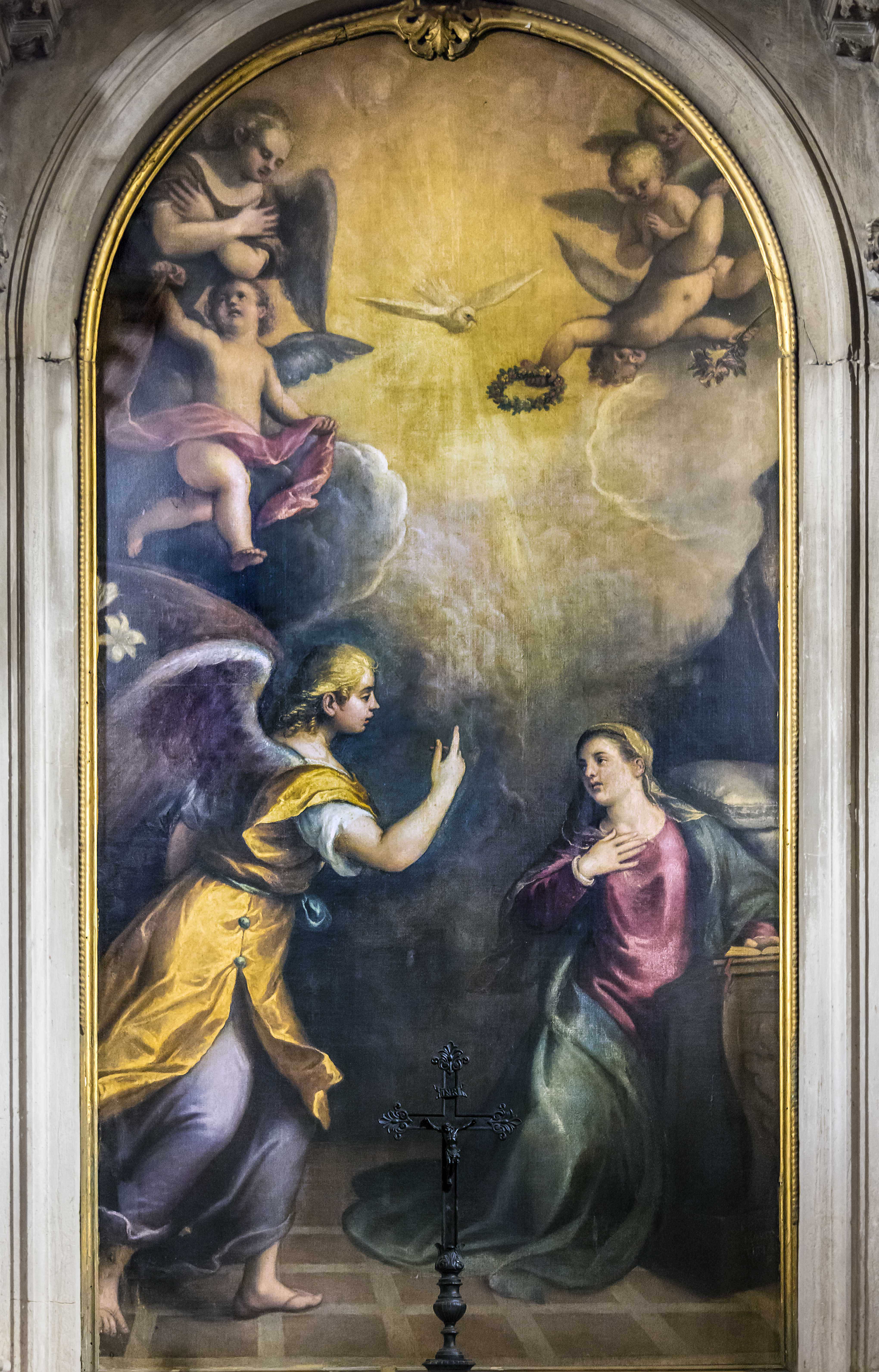
"Anunciação", Igreja San Giacomo di Rialto (Veneza, Itália)

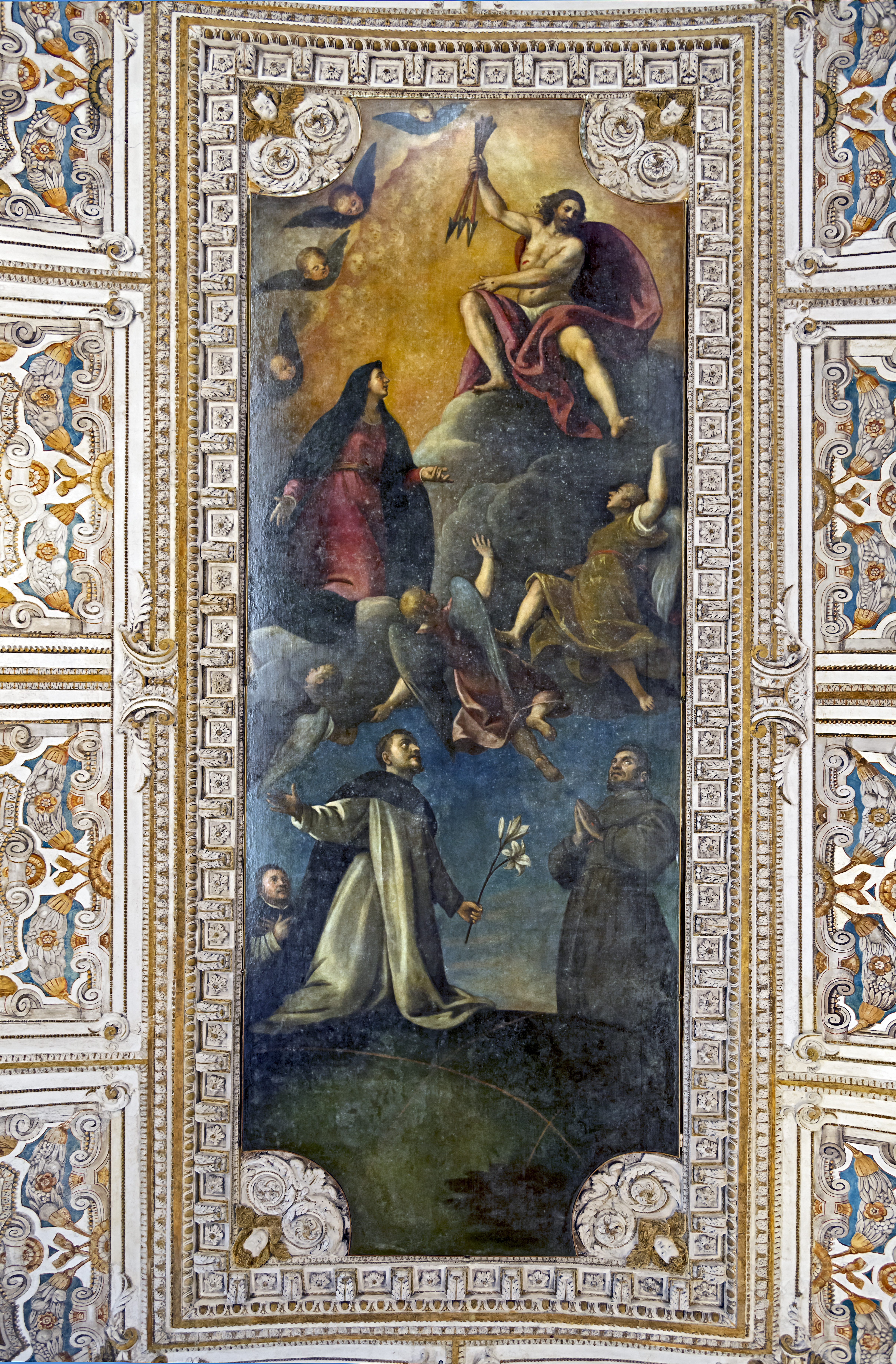
Teto da San Zanipolo

Marco Vecellio (1545-1611) foi um pintor italiano do período renascentista. Era também chamado de Marco di Tiziano, pois era sobrinho de Ticiano. Nasceu e trabalhou principalmente em Veneza e acompanhava seu tio nas viagens para Roma e à Alemanha. Ele era o aluno preferido de Ticiano pois se aproximava mais de seu estilo do que qualquer outro membro da família. Existem diversos quadros dele no palácio do Doge, entre os mais famosos uma alegoria na antecâmara da Sala del Gran Consiglio.
Outro bom exemplo é um quadro na Sala della Bussola, onde Doge Leonardo Donato esta diante da Virgem Maria e do Menino Jesus. Ele também pintou para igrejas em Veneza, Treviso e no Friuli, entre outros lugares, um Cristo fulminando o mundo, A Virgem na Terra Enviando os Dois Fundadores Domingos e Francisco para a igreja de San Zaniopolo em Veneza.
Deixou algumas produções no palácio ducal como o, Encontro de Carlos V. e Clemente VII. em 1529; em S. Giacomo di Rialto, uma Anunciação; em SS. Giovani e Paolo, Cristo Fulminante e Um filho de Marco, chamado Tiziano (ou Tizianello), pintado no início do século XVII.